# Monasterio de San Andrés de Eixalada
El monasterio de San Andrés de Eixalada fue fundado en 840-841. Un pequeño cenobio benedictino, situado en el Conflent, a orillas del río Têt, que subsistía a duras penas dada la escasez de su patrimonio.
En 854, Protasi, cede al monasterio sus bienes, reservándose el usufructo de los mismos hasta su muerte, momento en que estos pasan a ser propiedad del monasterio, enriqueciendo, de este modo, la abadía.
Miró el Viejo continuará aumentando el patrimonio del monasterio al cederle su hermano el pagus de Conflent, situación que se prolongará hasta 878, año en el que una crecida del río inunda el monasterio destruyéndolo.
El monasterio de Eixalada fue sustituido por el de San Miguel de Cuixá. El acta de la fundación de este monasterio fue firmada por Protasi y Miró el Viejo, el 29 de junio de 879. El nuevo monasterio conservó todos los bienes adquiridos por el monasterio de la Eixalada, a los que se añadieron nuevas donaciones aportadas por los condes de Cerdaña-Conflent.
- Datos: Q9034354